# توم باور (سياسي)
توم باور (بالإنجليزية: Tom Bauer)‏ هو سياسي أمريكي، ولد في 16 مارس 1946. انتخب عضو مجلس نواب ولاية ميسوري.